# إسفغنون أطلسي
إسفغنون أطلسي (الاسم العلمي:Sphagnum atlanticum) هو نوع من النباتات يتبع جنس الإسفغنون من الفصيلة الإسفغنونية.